# Neubabelsberg

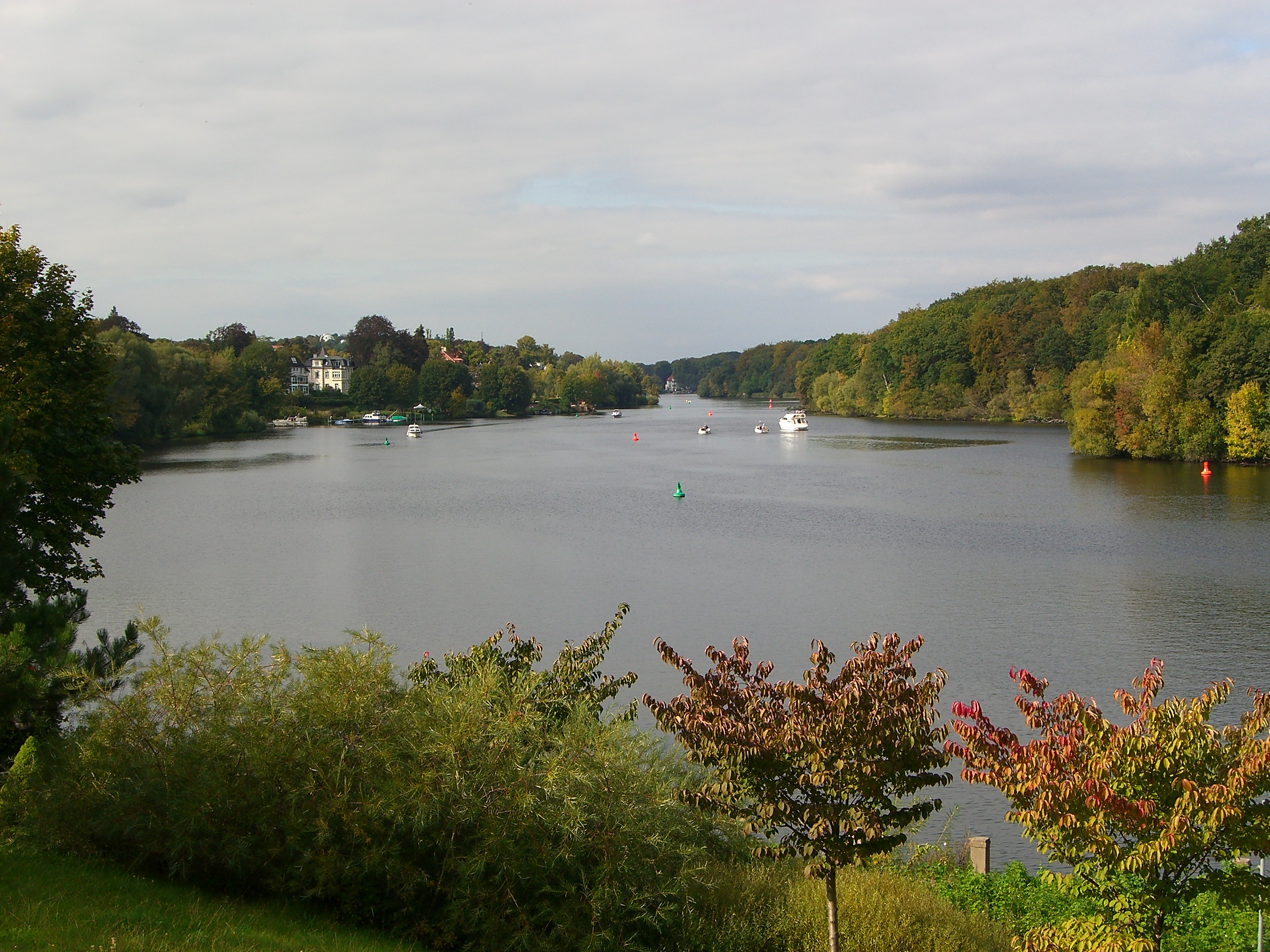
Vista sobre el Lago Griebnitz con Neubabelsberg a la izquierda, y Berlín-Wannsee a la derecha

Neubabelsberg es una ciudad del antiguo imperio alemán que nació después de la fundación de Potsdam, y que ha pertenecido a una colonia de pequeñas villas desde 1939. Está ubicada al este de Potsdam, al oeste de Kohlhasenbrück (distrito Wannsee) y se extiende desde el lago Griebnitz hasta el jardín del Palacio Imperial de Babelsberg ubicado allí.
La colonia de villas constituida en el municipio de Klein Glienicke en Kreis Teltow, pasó a llamarse Neubabelsberg en 1925. El municipio de Neubabelsberg se incorporó a la ciudad de Nowawes el 1 de abril de 1938, que pasó a llamarse Babelsberg al mismo tiempo, y que a su vez se incorporó a la ciudad de Potsdam el 1 de abril de 1939.

## Historia

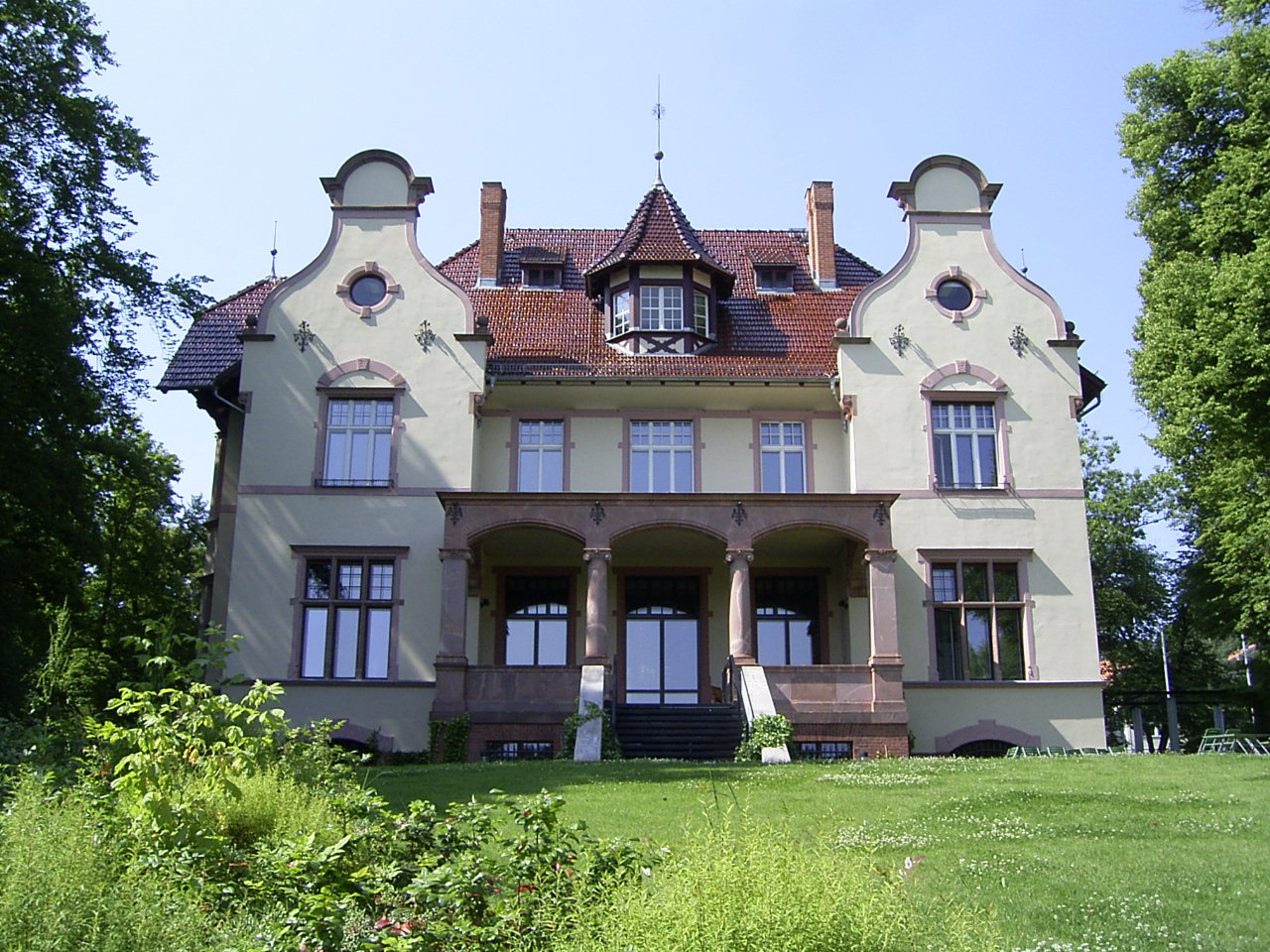
La Villa Truman. Desde aquí se tomó la decisión del bombardeo atómico sobre Hiroshima en 1945

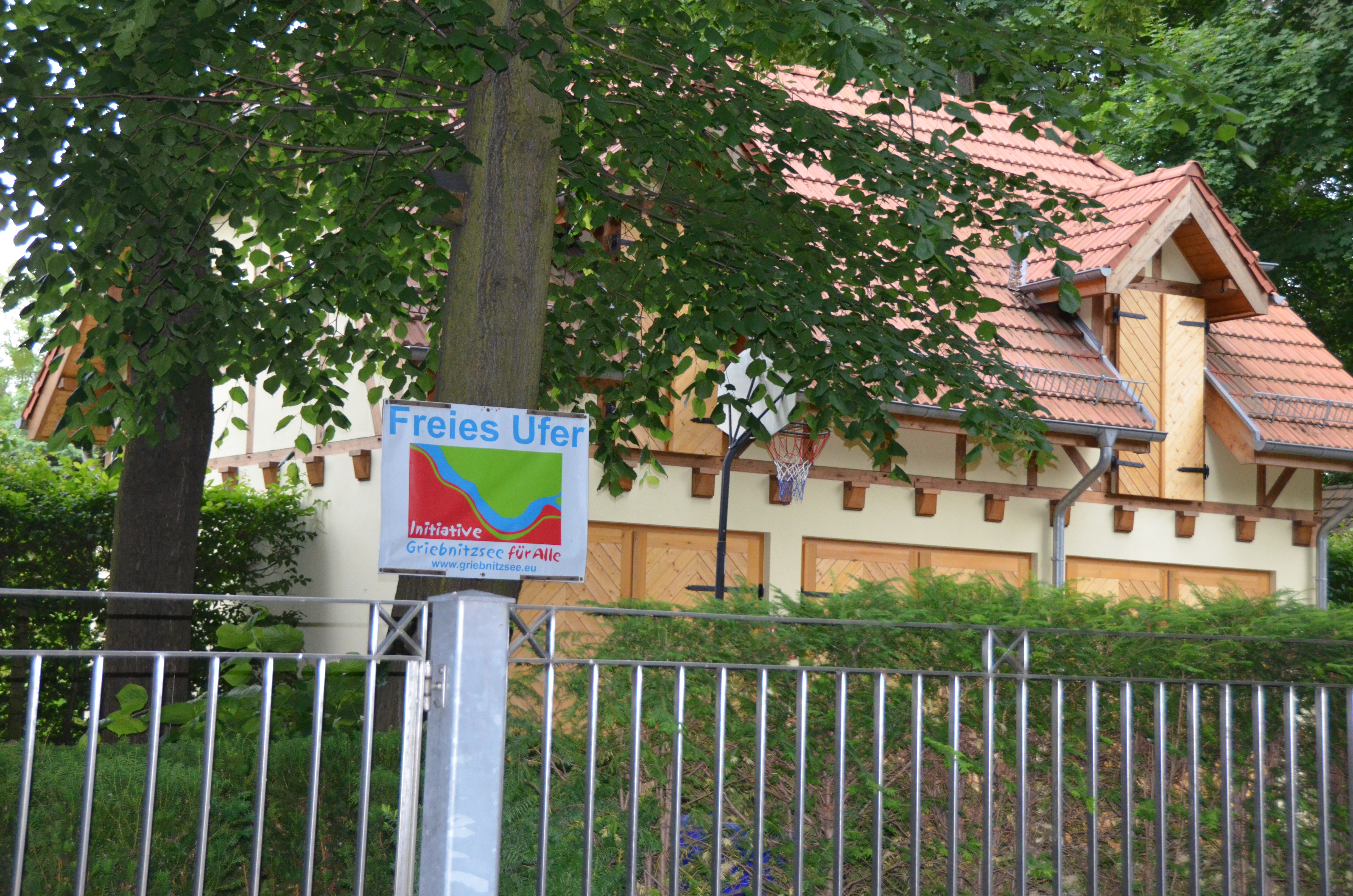
Iniciativa de los residentes para el acceso gratuito al Griebnitzsee

A partir de 1871, la Societät Neubabelsberg, dirigida por los arquitectos Wilhelm Böckmann y Hermann Ende, creó una nueva zona de asentamiento en Neubabelsberg para los residentes adinerados de Potsdam y Berlín. Posteriormente, fue el lugar elegido por actores de cine como Marika Rökk, Sybille Schmitz, Lilian Harvey, Willy Fritsch o Brigitte Horney, que valoraban su proximidad a los vecinos Estudios Cinematográficos de Babelsberg, donde todavía se conservan algunas casas utilizadas para los huéspedes de los estudios de cine Universum Film AG o Deutsche Film AG, que albergaron durante los rodajes entre otros a Heinz Rühmann, Marlene Dietrich y Hans Albers, así como a Jean Gabin o Gerard Philipe.
Los arquitectos Ludwig Mies van der Rohe, Hermann Muthesius y Alfred Grenander construyeron varias villas en Neubabelsberg, al igual que la oficina de arquitectura de Peter Behrens con sus entonces empleados Walter Gropius, Adolf Meyer y Le Corbusier. De 1898 a 1920, la Oficina Central de Investigaciones Científicas y Técnicas, un centro de investigación de la industria armamentista alemana, estuvo ubicada en Neubabelsberg.
Durante la época nacional socialista, muchos judíos de Neubabelsberg se vieron obligados a abandonar sus casas. Muchas de ellas fueron vendidas por debajo de su valor o utilizadas por organizaciones nacionalsocialistas. Por ejemplo, la villa Regisseur se convirtió en el hogar de Marika Rökk y de Georg Jacoby, y la Organización de Mujeres Nacionalsocialistas se instaló en la villa del banquero judío Jakob Goldschmidt. En enero de 1943, la Gestapo transfirió a los últimos judíos de Neubabelsberg a campos de concentración. Solo Otto Liebknecht, hermano de Karl Liebknecht y su esposa judía se salvaron de la deportación hasta el final de la guerra en 1945. En 1944, Henning von Tresckow armó en su villa la bomba con la que Claus von Stauffenberg intentó asesinar a Adolf Hitler en su refugio de Wolfsschanze.
Durante la Conferencia de Potsdam celebrada en el Palacio Cecilienhof en 1945, los negociadores Winston Churchill, Iósif Stalin y Harry S. Truman vivían en Neubabelsberg. Las villas donde se alojaron los tres estadistas todavía llevan su nombre. La Villa Churchill había sido construida por el arquitecto de la Escuela de la Bauhaus Ludwig Mies van der Rohe inmediatamente antes de la Primera Guerra Mundial, y posteriormente ha sido propiedad del empresario alemán Hasso Plattner. En la Villa Truman está alojada la Fundación Friedrich Naumann para la Libertad. Las órdenes para ejecutar los bombardeos atómicos de Hiroshima y Nagasaki se dieron desde allí. Por último, la Villa Stalin, obra del arquitecto sueco Alfred Grenander, también fue construida poco antes de la Primera Guerra Mundial.
El ferrocarril S-Bahnhof, que conserva en gran parte su trazado original, se construyó en 1862 para desarrollar el asentamiento de Neubabelsberg. La estación se llamaba inicialmente Neubabelsberg, pasó a llamarse Babelsberg-Ufastadt en 1938 y desde 1949 se conoce como Griebnitzsee.
Con el levantamiento del Muro de Berlín en 1961, Neubabelsberg quedó aislado de Griebnitzsee por la barrera fronteriza en la costa del lago. La estación de Griebnitzsee se convirtió en una estación fronteriza fuertemente protegida.
La propiedad de algunas villas de Neubabelsberg aún no está clara. En los casos esclarecidos, a menudo se produjeron devoluciones a sus propietarios originales, lo que provocó que las casas se vendieran y las personas que vivían en ellas tuvieran que mudarse. Por lo tanto, algunos edificios están vacíos, y sus jardines están cubiertos de maleza. Los derechos de paso a la orilla del lago Griebnitzsee han sido objeto de iniciativas ciudadanas, y son especialmente controvertidos.